# Helge Jordal
Helge Jordal, född 17 februari 1945 i Bergen, är en norsk skådespelare.

## Filmografi (urval)
- 1987 – Hip hip hurra!
- 1989 – S/Y Glädjen
- 1989 – Landstrykere
- 1990 – Gränslots
- 1990 – Hjälten
- 1993 – Kalle och änglarna
- 1995 – När alla vet
- 1995 – Den täta elden (TV-serie)
- 1995 – En nämndemans död (TV-serie)
- 1998 – Glasblåsarns barn
- 1999 – Tsatsiki, morsan och polisen